# أرتورو كودو
أرتورو كودو (بالإسبانية: Arturo Coddou) لاعب كرة قدم تشيلي راحل كان يجيد اللعب في خط الهجوم .
شارك مع منتخب تشيلي في بطولة كأس العالم 1930 .

## وصلات خارجية
- أرتورو كودو على موقع الاتحاد الدولي (مؤرشف)  (الإنجليزية)
- أرتورو كودو على موقع Soccerway.com (الإنجليزية)
- أرتورو كودو على موقع عالم كرة القدم.نت (الإنجليزية)
- هذا السيرة الذاتية